# Blidö
Blidö ist eine Insel in Blidö socken in der Norrtälje kommun, Stockholms län im Stockholmer Schärengarten.
Nach Blidö und der Nachbarinsel Yxlan gibt es eine Busverbindung, die von Norrtälje abfährt und eine Fährlinie, die von Furusund verkehrt. Die Fahrschiff-Gesellschaft Waxholmsbolaget läuft Blidö mit den Schiffen Blidösund, Sjögull und Sjöbris an. Die Insel hat keine Brücke zum Festland, sondern nur eine Autofähre. Diese verkehrt zwischen Furusund (wo es eine Brücke zum Festland gibt) und Köpmanholm (Yxlan) sowie zwischen Larshamn (Yxlan) und Norrsund (Blidö).
Die Kirche von Blidö befindet sich in der Mitte der Insel. Erbaut wurde sie im Jahr 1859. Das Gebäude war eine Kulisse in dem Film Das Trollkind (Tjorven och Skrållan) von 1965. Es war die Kirche, in der Malin und Peter heirateten.
Der Künstler Rune Jansson ist auf Blidö geboren. Ture Nerman hatte hier in den 1950er-Jahren sein Sommerhaus und Tove Jansson verbrachte die Sommer ihrer Kindheit hier.

## Orte auf Blidö
- Oxhalsö
- Västerö
- Stämmarsund
- Bromskär
- Bruket
- Storvik
- Sunda
- Linken (naturreservat)
- Storö
- Glyxnäs
- Eknäs
- Horsvärn[3]